# High Voltage (ausztrál kiadás)
A High Voltage az ausztrál AC/DC együttes első albuma, amely 1975-ben, kizárólag Ausztráliában és Új-Zélandon jelent meg. A dalokat mindössze tíz nap alatt vették fel 1974 novemberében Sydney-ben, az Albert Studiosban. A csapathoz egy hónappal korábban csatlakozott az új énekes, Bon Scott. A lemezen az AC/DC akkori tagjain kívül többen is közreműködtek.
Az LP-ről a "Love Song" és a "Baby Please Don't Go" című dalokat adták ki közös kislemezen. A B-oldalas "Baby Please Don't Go" eredetileg Big Joe Williams blues-zenész száma, és számos más együttes is feldolgozta. A saját dalokat a két gitáros, Angus Young és Malcolm Young, valamint Bon Scott szerezték, kivéve a "Soul Stripper"-t, ami egyedül a Young-fivérek dala.
1975 februárjában, a lemez megjelenésekor már Phil Rudd volt az együttes dobosa. A korábbi basszusgitáros Rob Bailey távozott, őt többnyire George Young pótolta a koncerteken. Az AC/DC "High Voltage" című száma a lemez megjelenése után született, és a következő T.N.T. (1975) c. albumra került fel.
A High Voltage albumból az év végéig 45.000 darab kelt el Ausztráliában és ezzel háromszoros aranylemez lett.

## Az album dalai

### Első oldal
1. "Baby Please Don't Go" – 4:53
2. "She's Got Balls" – 4:53
3. "Little Lover" – 5:47
4. "Stick Around" – 4:44

### Második oldal
1. "Soul Stripper" – 6:31
2. "You Ain't Got A Hold On Me" – 3:36
3. "Love Song" – 5:26
4. "Show Business" – 4:47

## Közreműködők
- Bon Scott – ének
- Angus Young – szólógitár
- Malcolm Young – ritmusgitár, szólógitár
- Rob Bailey – basszusgitár
- George Young – basszusgitár
- Tony Currenti – dob
- Peter Clack – dob (a "She's Got Balls" dalban)
- John Proud – dob (a "Little Lover" dalban)

## Nemzetközi megjelenés
1976-ban az első nemzetközi terjesztésben megjelent AC/DC album szintén a High Voltage címet kapta. Ez tulajdonképpen a két 1975-ös ausztrál nagylemezük, a High Voltage és a T.N.T. dalaiból összeállított válogatás volt. Az ausztrál kiadásról mindössze két dal, a "She's Got Balls" és a "Little Lover" került fel rá.
1984-ben másik négy dal: a "Baby, Please Don't Go", a "You Ain't Got a Hold on Me", a "Soul Stripper" és a "Show Business" a '74 Jailbreak EP-n került kiadásra Japánban, az Egyesült Államokban és Kanadában. A "Stick Around" és a "Love Song" csak 2009-ben, a Backtracks című box set részeként jelent meg Ausztrálián kívül, a ritkaságokat tartalmazó lemezek egyikén.